# Ухваж (приток Авнюги)
Ухваж — река в России, протекает по территории Верхнетоемского района Архангельской области. Устье реки находится в 12 км по правому берегу реки Авнюги. Длина реки — 42 км. Река протекает через посёлок Каменное.

## Данные водного реестра
По данным государственного водного реестра России относится к Двинско-Печорскому бассейновому округу, водохозяйственный участок реки — Северная Двина от впадения реки Вычегда до впадения реки Вага, речной подбассейн реки — Северная Двина ниже места слияния Вычегды и Малой Северной Двины. Речной бассейн реки — Северная Двина.